# Laning
Laning est une commune française située dans le département de la Moselle et le bassin de vie de la Moselle-Est, en région Grand Est. Laning se trouve à environ 12 min de Saint-Avold.

## Géographie

### Communes limitrophes
| Lixing-lès-Saint-Avold | Vahl-Ebersing | Maxstadt    |
|                        | Laning        | Altrippe    |
| Grostenquin            |               | Frémestroff |

### Hydrographie
La commune est située dans le bassin versant du Rhin au sein du bassin Rhin-Meuse. Elle est drainée par le ruisseau du Bischwald.
Le ruisseau du Bischwald, d'une longueur totale de 13 km, prend sa source dans la commune de Grostenquin et se jette  dans la Nied allemande à Teting-sur-Nied, après avoir traversé huit communes.

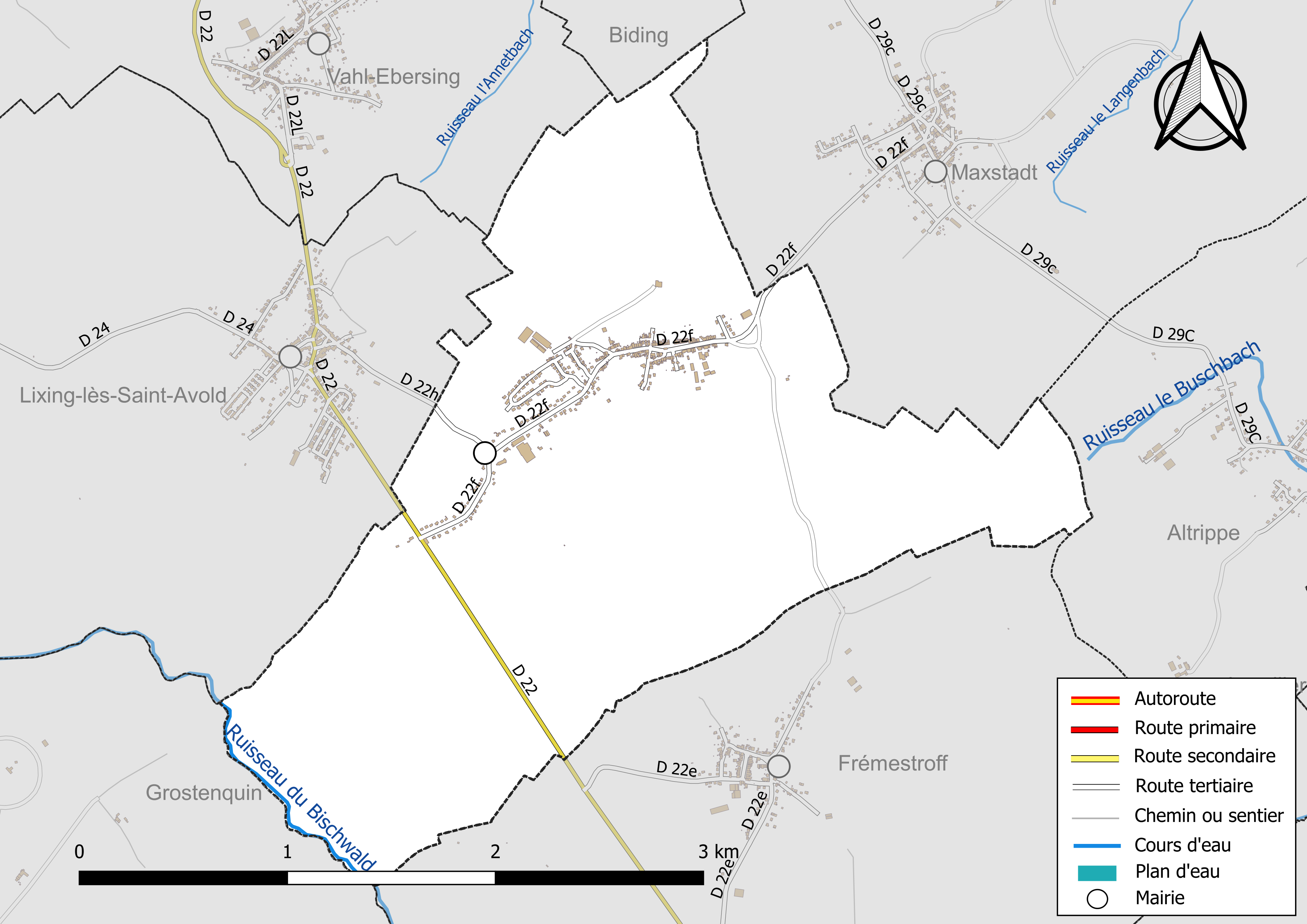
Réseaux hydrographique et routier de Laning.

La qualité du ruisseau du Bischwald peut être consultée sur un site spécial géré par les agences de l’eau et l’Agence française pour la biodiversité.

### Climat
Pour des articles plus généraux, voir Climat du Grand Est et Climat de la Moselle.
En 2010, le climat de la commune est de type climat des marges montargnardes, selon une étude du Centre national de la recherche scientifique s'appuyant sur une série de données couvrant la période 1971-2000. En 2020, Météo-France publie une typologie des climats de la France métropolitaine dans laquelle la commune est exposée à un climat semi-continental et est dans la région climatique  Lorraine, plateau de Langres, Morvan, caractérisée par un hiver rude (1,5 °C), des vents modérés et des brouillards fréquents en automne et hiver. 
Pour la période 1971-2000, la température annuelle moyenne est de 9,5 °C, avec une amplitude thermique annuelle de 17 °C. Le cumul annuel moyen de précipitations est de 873 mm, avec 11,7 jours de précipitations en janvier et 9,7 jours en juillet. Pour la période 1991-2020, la température moyenne annuelle observée sur la station météorologique de Météo-France la plus proche, « Seingbouse », sur la commune de Seingbouse à 10 km à vol d'oiseau, est de 10,5 °C et le cumul annuel moyen de précipitations est de 731,4 mm. 
La température maximale relevée sur cette station est de 37,9 °C, atteinte le 25 juillet 2019 ; la température minimale est de −17 °C, atteinte le 20 décembre 2009,,. 
Les paramètres climatiques de la commune ont été estimés pour le milieu du siècle (2041-2070) selon différents scénarios d'émission de gaz à effet de serre à partir des nouvelles projections climatiques de référence DRIAS-2020. Ils sont consultables sur un site spécial publié par Météo-France en novembre 2022.

## Urbanisme

### Typologie
Au 1er janvier 2024, Laning est catégorisée commune rurale à habitat dispersé, selon la nouvelle grille communale de densité à sept niveaux définie par l'Insee en 2022.
Elle est située hors unité urbaine. Par ailleurs la commune fait partie de l'aire d'attraction de Saint-Avold (partie française), dont elle est une commune de la couronne,. Cette aire, qui regroupe 28 communes, est catégorisée dans les aires de moins de 50 000 habitants,.

### Occupation des sols
L'occupation des sols de la commune, telle qu'elle ressort de la base de données européenne d’occupation biophysique des sols Corine Land Cover (CLC), est marquée par l'importance des territoires agricoles (73,3 % en 2018), en diminution par rapport à 1990 (74,6 %). La répartition détaillée en 2018 est la suivante : 
terres arables (64,1 %), forêts (15,3 %), prairies (9,3 %), zones urbanisées (7,8 %), milieux à végétation arbustive et/ou herbacée (3,6 %). L'évolution de l’occupation des sols de la commune et de ses infrastructures peut être observée sur les différentes représentations cartographiques du territoire : la carte de Cassini (XVIIIe siècle), la carte d'état-major (1820-1866) et les cartes ou photos aériennes de l'IGN pour la période actuelle (1950 à aujourd'hui).

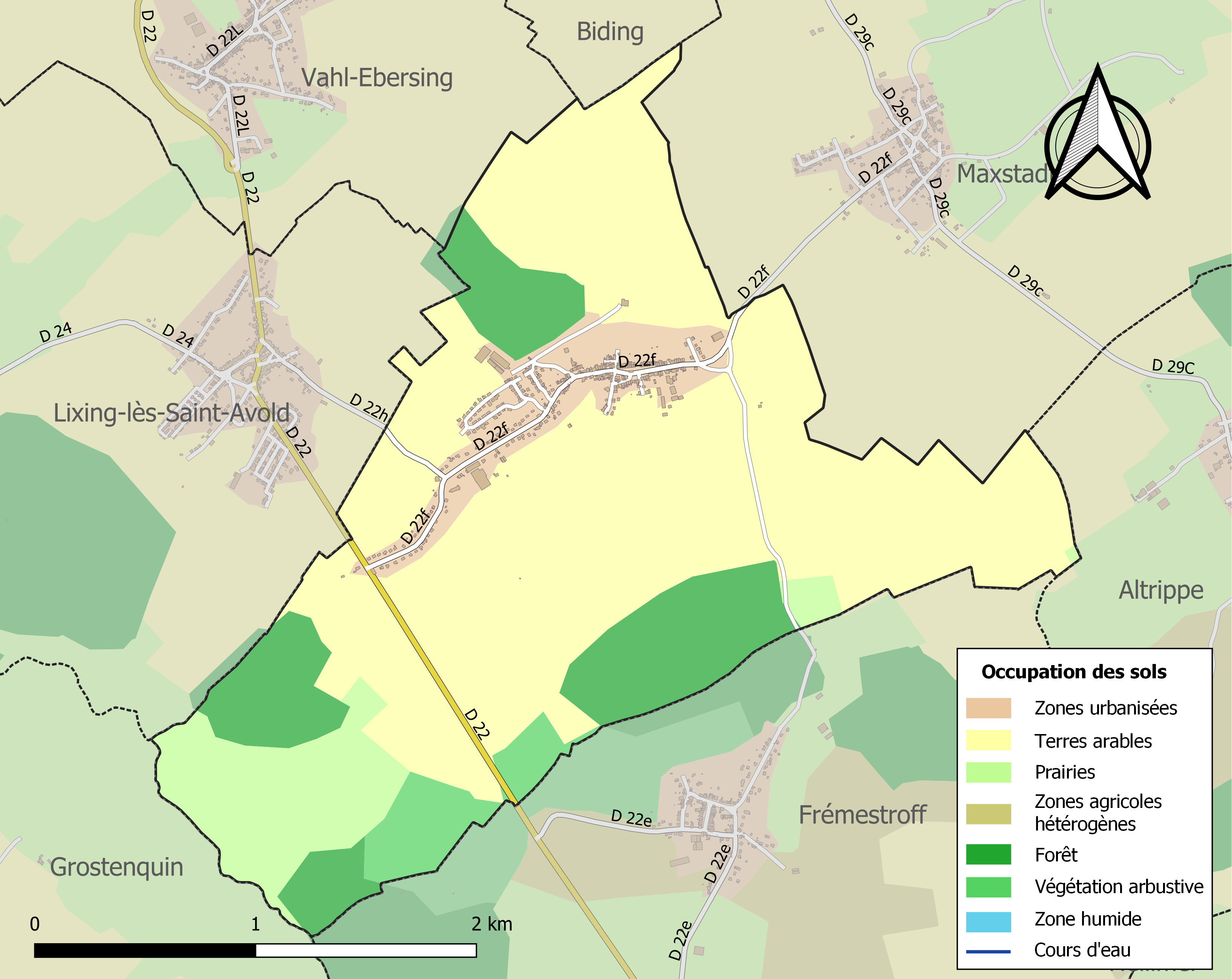
Carte des infrastructures et de l'occupation des sols de la commune en 2018 (CLC).

## Toponymie
- D'un nom de personne germanique suivi du suffixe -ingen puis -ing.
- Landingen[14] et Laendingen[15] (1365), Laningen (1441), Landingen (1594-1595), Laning (1793), Laminig (1801), Lanningen (1871-1918).

## Histoire
Laning et Fremestroff formaient jadis une mairie, franc-alleu de la principauté épiscopale de Metz. Laning était annexe de la paroisse de Vahl-Ébersing.

## Politique et administration
| Période                                  | Période   | Identité         | Étiquette | Qualité |
| ---------------------------------------- | --------- | ---------------- | --------- | ------- |
| mars 1971                                | mars 1995 | Jean Schang      |           |         |
| mars 1995                                | 2006      | Dominique Gross  |           |         |
| 2006                                     | mars 2014 | Antoine Scheffer |           |         |
| mars 2014                                | En cours  | Dominique Gross  |           |         |
| Les données manquantes sont à compléter. |           |                  |           |         |

## Démographie
L'évolution du nombre d'habitants est connue à travers les recensements de la population effectués dans la commune depuis 1793. Pour les communes de moins de 10 000 habitants, une enquête de recensement portant sur toute la population est réalisée tous les cinq ans, les populations de référence des années intermédiaires étant quant à elles estimées par interpolation ou extrapolation. Pour la commune, le premier recensement exhaustif entrant dans le cadre du nouveau dispositif a été réalisé en 2008.

En 2022, la commune comptait 601 habitants, en évolution de +1,18 % par rapport à 2016 (Moselle : +0,52 %, France hors Mayotte : +2,11 %).
| 1793 | 1800 | 1806 | 1821  | 1836 | 1841 | 1861 | 1866 | 1871 |
| ---- | ---- | ---- | ----- | ---- | ---- | ---- | ---- | ---- |
| 382  | 477  | 464  | 1 297 | 645  | 652  | 651  | 665  | 615  |

| 1875 | 1880 | 1885 | 1890 | 1895 | 1900 | 1905 | 1910 | 1921 |
| ---- | ---- | ---- | ---- | ---- | ---- | ---- | ---- | ---- |
| 611  | 602  | 610  | 604  | 529  | 497  | 466  | 480  | 465  |

| 1926 | 1931 | 1936 | 1946 | 1954 | 1962 | 1968 | 1975 | 1982 |
| ---- | ---- | ---- | ---- | ---- | ---- | ---- | ---- | ---- |
| 434  | 427  | 400  | 357  | 393  | 430  | 365  | 387  | 436  |

| 1990 | 1999 | 2006 | 2008 | 2013 | 2018 | 2022 | - | - |
| ---- | ---- | ---- | ---- | ---- | ---- | ---- | - | - |
| 519  | 591  | 572  | 566  | 569  | 613  | 601  | - | - |

## Lieux et monuments

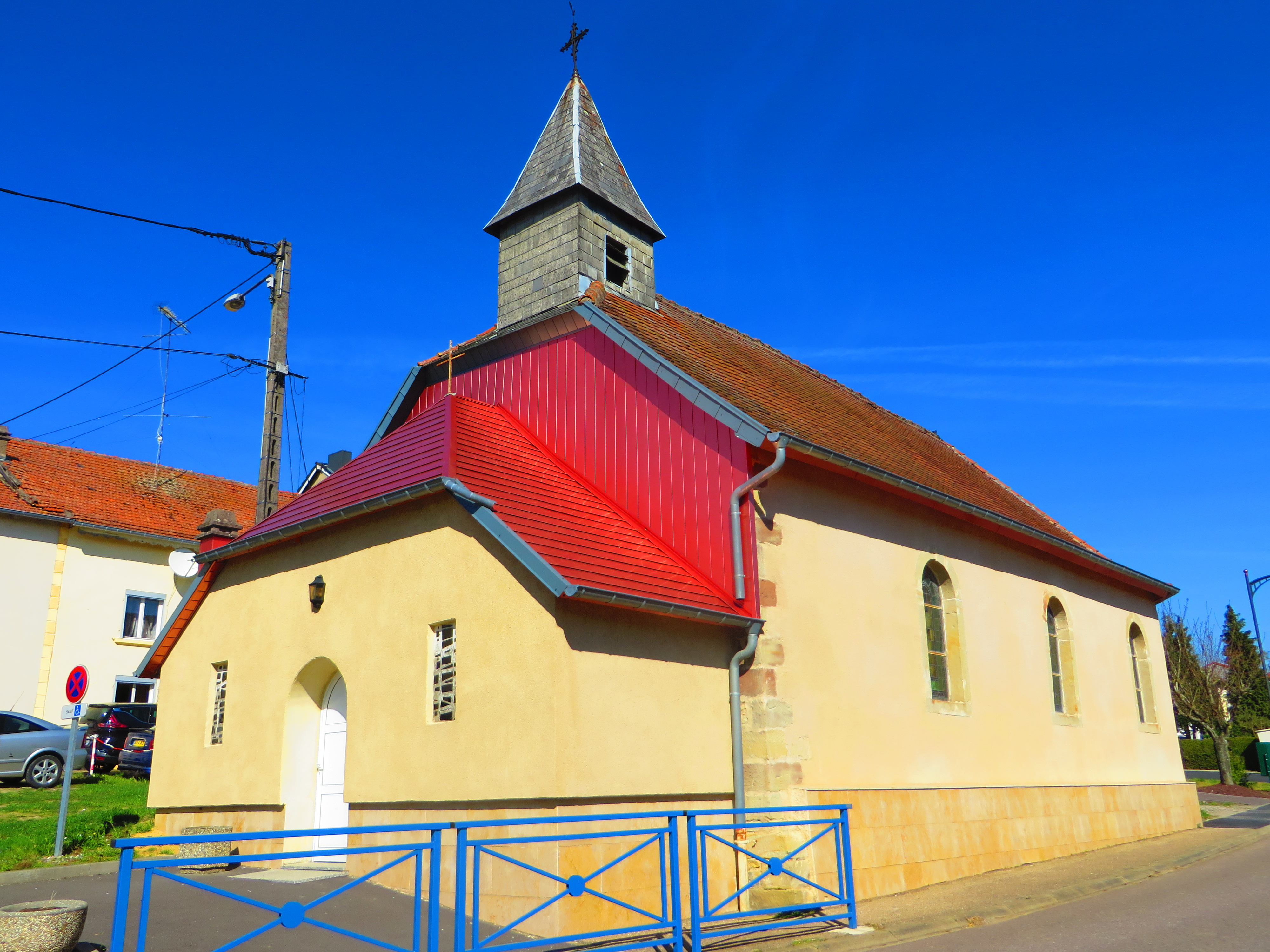
Laning Chapelle de l'Ascension

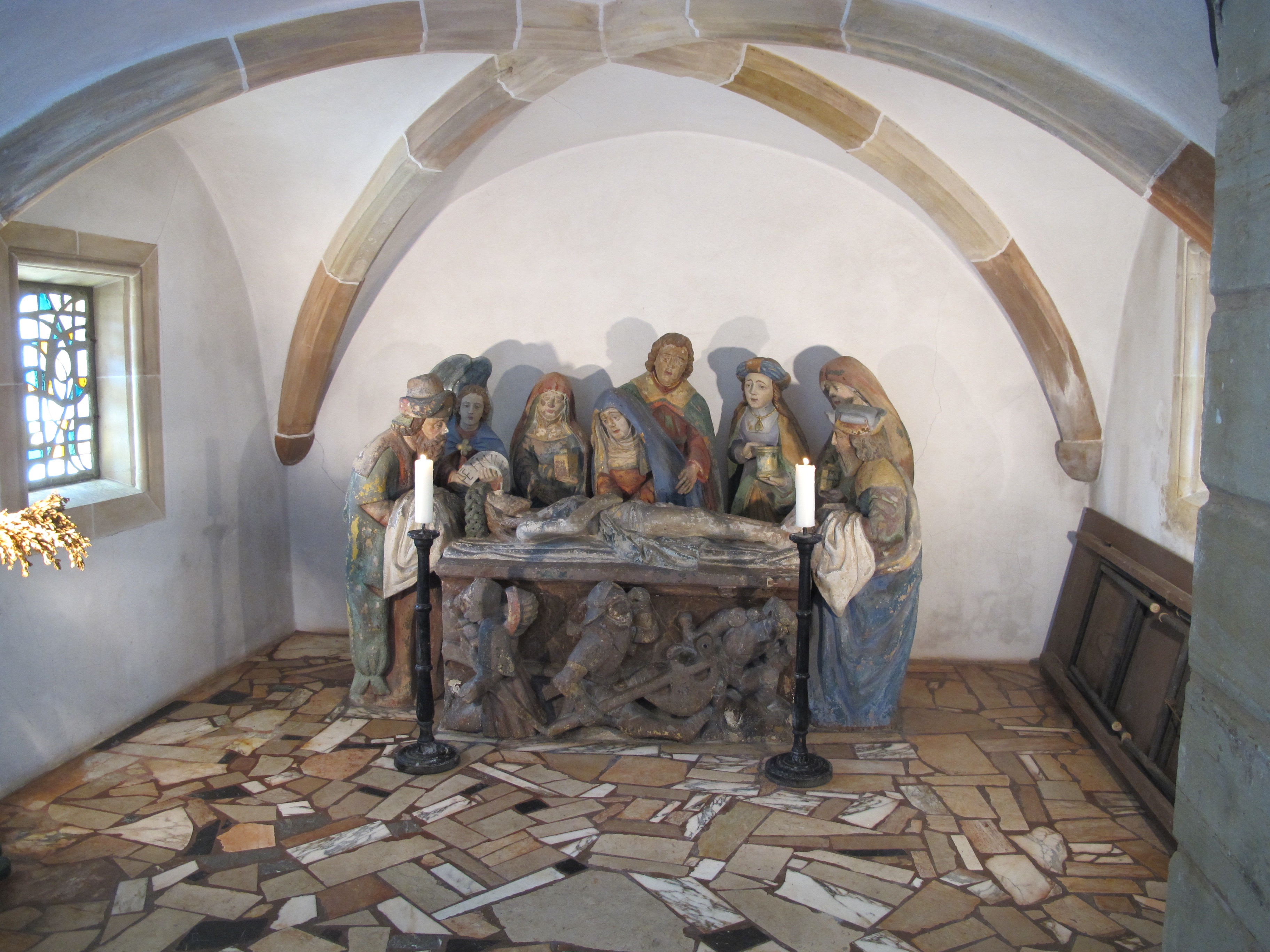
Mise au tombeau de l'église

### Édifices religieux
- Église paroissiale Saint-Pierre-et-Saint-Paul 1742 à Vahl (jadis isolée) : ensemble XVIIIe siècle, grande Mise au tombeau (12 personnages) XVe siècle, pietà XVIIe siècle.
- Chapelle de l'Ascension 1815 à Laning.

L'église et le presbytère de Vahl sont le siège de la communauté de paroisses de Notre-Dame-du-Vahl qui regroupe les paroisses de Altviller, Biding, Lachambre, Lixing-Laning, Maxstadt et Vahl-Ebersing. Le dimanche 24 février 2019, la messe dominicale y a été retransmise en direct sur France 2, dans le cadre de l'émission Le Jour du Seigneur.

## Loisirs
- Complexe sportif, composé d'un terrain de pétanque, d'un court de tennis, d'un "city stade", d'un terrain de football, et d'un panier de basket-ball. Un parcours de santé se situe dans la forêt communale à l'arrière du complexe sportif.

## Personnalités liées à la commune
- Jean Michel Dellès (1840-1918) prêtre catholique et député au Reichstag.